# Cornell Woolrich

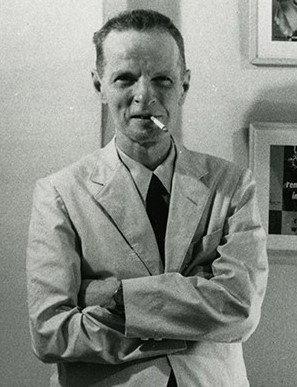
Cornel Woolrich, más conocido como William Irish

Cornell George Hopley-Woolrich, más conocido por sus seudónimos William Irish o George Hopley (Nueva York, 4 de diciembre de 1903-ibídem, 25 de septiembre de 1968) fue un escritor estadounidense de novelas policíacas y de misterio, el más adaptado al cine y la televisión y, según su biógrafo Francis Nevins Jr., «el cuarto mejor escritor de crímenes de su época tras Dashiell Hammett, Erle Stanley Gardner y Raymond Chandler».

## Biografía
Fue hijo único en una familia pudiente, formada por un padre mexicano-canadiense ingeniero de obras públicas, Genaro Hopley-Woolrich, y una sobreprotectora madre pianista, Claire-Attalie Tarler Hopley-Woolrich, hija de un judío ruso. Vivieron en México, pero después de su separación el hijo vivió allí solo con el padre antes de marchar con su madre a Cuba y a las Bahamas y con su padre a México durante las revoluciones de 1910; allí se entretenía recolectando cartuchos de bala vacíos que luego disponía en torno a su casa; después regresó a los Estados Unidos con su madre (1918). Estudió la secundaria en la De Witt Clinton High School y periodismo en la Universidad de Columbia (Nueva York) de 1921 a 1926; mientras estaba en su primer año de universidad una llaga en el pie se le volvió crónica al complicarse por su diabetes, obligándolo a guardar reposo y a entretenerse escribiendo narrativa; con su novela Children of the Ritz ganó un premio de diez mil dólares y reducción a película otorgado por la revista College Humor y los estudios First National Pictures‚ hoy llamados Paramount, lo que le permitió viajar por Europa y pasar una larga temporada en París hasta que consumió su pequeña fortuna; a su vuelta en 1926 decidió dedicarse íntegramente a la creación literaria, sin llegar a concluir sus estudios en Columbia, aunque según algunos autores sí llegó a licenciarse.
Sus seis primeras novelas, entre ellas Cover Charge (1926), Children of the Ritz (1927), Times Square (1929) y Manhattan Love Song (1932) están marcadas por el influjo de Francis Scott Fitzgerald y la era del jazz, pero, contrariamente a su modelo tuvo más éxito. Fue llamado a Hollywood para hacer adaptaciones y guiones para First National Pictures, aunque parece ser que solo escribió tres películas del director danés Benjamin Christensen, The Haunted House, Seven Footprints to Satan y House of Horror. Allí conoció a Gloria Blackton, hija del productor de cine mudo James Stuart Blackton, y se casó con ella. Pero apenas vivieron juntos unas semanas antes de que ella descubriera que él era un homosexual muy promiscuo, cuando leyó un diario secreto suyo en que contaba sus aventuras, y al cabo se anuló el matrimonio en 1933. Regresó, pues, a Nueva York con su madre, sin comprar una casa fija, y se instalaron en un par de habitaciones del sórdido hotel Marseille de Harlem; de nuevo viajó con ella por Europa.
La Gran Depresión había afectado a la venta de sus escritos; no logró publicar su séptima novela, I Love Paris, así que la destruyó y decidió reinventarse como escritor de misterio y de relatos y novelas baratas tipo pulp o por encargo. Entre 1934 y 1946 publicó más de 350 relatos en diferentes revistas: Black Mask, Ellery Queen Mistery Magazine, Dime Detective, Detective Fiction Weekly y Argosy, por ejemplo. Entre ellos hay clásicos como Si muriera antes de despertar, que hace una brillante descripción de la infancia amenazada. Pero conoció el éxito sobre todo por sus novelas policíacas, como The Bride Wore Black (1940), publicada con su nombre verdadero y traducida como La novia vestía de negro, llevada al cine en 1968 por François Truffaut; Black Curtain (1941), The Black Alibi (1942), Phantom Lady (1942), Deadline at Dawn (1944), The Black Path of Fear (1944) y Rendez-vous in Black (1948). Otras novelas que fueron bien acogidas fueron La noche tiene mil ojos, La sirena del Mississippi, Me casé con una muerta, La marea roja, Ángel negro, La serenata del estrangulador, Coartada negra y, sobre todo, La ventana indiscreta, adaptada al cine por Alfred Hitchcock. Woolrich, atento a la gente corriente, no quiso diseñar un personaje específico de detective, policía o investigador que se reiterara en ciclos novelísticos, al contrario que otros escritores del género. Es más, cuando aparecen estos tópicos personajes, su papel es entorpecer los esfuerzos del protagonista, en lugar de ayudarlo. En la medida en que el propio Chandler dijo que no sabía quién mató al conductor en The Big Sleep, quién era el culpable ya no era un tema importante en el cine negro. Woolrich fue más allá: abandonó por completo el razonamiento de la novela policiaca tradicional y se centró en mostrar la telaraña que envuelve a la mosca / víctima, el personaje principal. La araña en la telaraña, la culpable, podía ser una amiga cercana ("La mujer fantasma"), o una mujer miserable ("La novia vestía de negro"), el destino, la fatalidad o la mala suerte.
En 1954, William Irish recibió el Gran Premio de Literatura Policiaca en Francia por Un pied dans la tombe, una colección de cuentos compuesta por su editor francés. Tras el fallecimiento de su madre en 1957, cambió de hotel y se recluyó en la habitación de otro un poco mejor, el Franconia, cerca de Central Park, con una tía, Estelle Tarler García, y luego solo en el más lujoso Sheraton-Russell, en Park Avenue, durante once años, dándose a la bebida y terminando sus días alcohólico, casi ciego por una diabetes mal controlada, enfermo de ictericia y tullido (su antigua herida mal curada y crónica en un pie se le gangrenó a causa de su diabetes complicada con su alcoholismo, y hubo que amputarle una pierna; desde entonces tuvo que vivir atado a una silla de ruedas). En parte, esta situación se refleja en su famoso relato llevado al cine con el título La ventana indiscreta. Se volvió tímido, engreído y mentiroso en todo lo que tuviera de autobiográfico. Se negó a ver a sus pocos amigos; en 1965 se sometió a una operación de cataratas. Falleció de un infarto el 25 de septiembre de 1968. En el momento de su muerte, pesaba solo cuarenta kilos. Dejó el manuscrito de su autobiografía y dos novelas inconclusas, una de las cuales se tituló significativamente El perdedor. La otra inconclusa se publicó póstuma bajo el título Tonight, Somewhere in New York. Está enterrado en el Cementerio Ferncliff, en Hartsdale, Nueva York, junto a su madre. Dejó a la Universidad de Columbia 850.000 dólares para que sufragase becas a jóvenes periodistas con el nombre de su madre.

## Obra

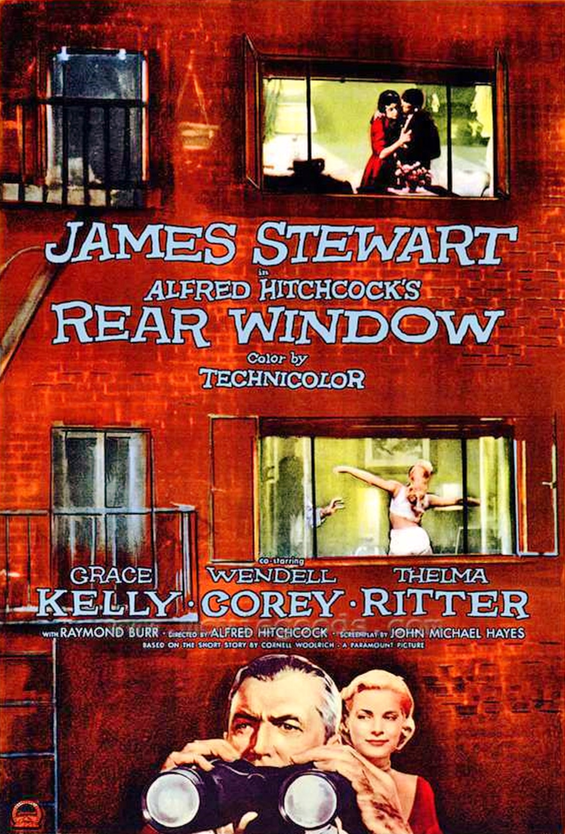
Afiche o cartel cinematográfico de La ventana indiscreta, filme de Alfred Hitchcock que adapta uno de los relatos de William Irish

William Irish era un gran estilista, poseedor de un cierto lirismo romántico que enaltece a las víctimas de la injusticia, la fatalidad y las equivocaciones, algo por lo general ausente en los demás autores de novela negra, poseídos por el cinismo[cita requerida]. Su punto de vista preferido es el de la víctima y en primera persona. Destacó como creador de efectos atmosféricos y fue muy hábil reproduciendo las sensaciones que causan la muerte, la soledad, la fatalidad y la angustia, dosificando además el suspense de manera genial, sosteniendo siempre una gran tensión narrativa. Realiza una meticulosa caracterización de los personajes,[cita requerida] pero brinda demasiado protagonismo al azar con algún detrimento de la verosimilitud. Como ya se ha dicho, suele ser corriente en sus relatos el uso de la narración en primera persona y de la superstición como detonante de la acción. En sus mejores momentos, su mundo narrativo es algo más que inquietante y parece salido de una pesadilla (uno de sus cuentos se titula así), por lo que no en vano se le ha llamado "el Edgar Allan Poe moderno". Dentro de la novela negra, pues, representa una especie de cruce entre el fantasmagorismo de la novela gótica y la novela negra policial o detectivesca típica: en eso consiste su originalidad. Que ha sido, además, cantera inagotable para guionistas de radio, cine y televisión, y estímulo para más que notables directores de cine (Alfred Hitchcock, Jacques Tourneur, François Truffaut, Robert Siodmak). En total existen unas sesenta obras suyas adaptadas.
Francis Nevins divide las tramas de Woolrich en seis tipos:
- 1) La historia "negra" de policía (un policía de paisano resuelve un crimen, pero otros policías sádicos proceden en su contra para defender sus intereses).
- 2) La historia "contra reloj" (el/la protagonista, o el amado/a, se morirá a menos que logre resolver el crimen o hacer un descubrimiento sin el cual lo matarán a él o a ella).
- 3) La historia "oscilante" (el protagonista y su amor o sentimiento se ve amenazado por la sospecha, entonces se clarifica retomando la confianza en su pareja, luego vuelve a caer en la sospecha aún más grande, luego a recuperar la confianza, etc. hasta que se percata de que el otro es realmente un malvado).
- 4) La historia nocturna del que se precipita en un problema (las últimas horas de un hombre que se convierte en presa al verse atrapado en la noche de una ciudad).
- 5) La historia de la desaparición (el protagonista masculino encuentra a su gran amor, pero ella desaparece sin dejar el menor rastro)
- 6) La trama de "la hora final" (compartir los últimos momentos de un personaje programado para morirse en un plazo concreto de una manera particularmente terrible).

## Ediciones

### Traducciones al español
- Obras escogidas: 1.ª selección; selección y prólogo de J. A. Llorens; Barcelona: Acervo, 1960, 1961, 1973 (salieron al menos nueve volúmenes, traducidos por Jacinto León y José María Aroca).
- Obras selectas Barcelona, Carroggio, 1974, 1978, 1984. Traducciones del inglés de José María Aroca.
- El telón negro Barcelona: Argos Vergara, 1984.
- El ángel negro, Barcelona: Acervo, 1963.
- La serenata del estrangulador Barcelona: Acervo, 1962 y 1975; Barcelona: Picazo, 1980.
- El autocar sale a las seis Barcelona: Albor, 1958.
- Coartada negra  Barcelona: Acervo, 1964.
- La dama fantasma Barcelona: Edicions 62, 1965.
- En el crepúsculo; selección y notas de Francis M. Nevins. Madrid: Alianza Editorial, 1987, trad. de María Ángeles Aledo.
- Las garras de la noche; introducción y selección de Francis M. Nevins, Jr. Madrid: Alianza Editorial, 1986. Trad. de M. Á. Aledo.
- La marea roja Madrid: Alianza Editorial, 1994. Trad. de M. Á. Aledo.
- Me casé con un muerto Barcelona: Acervo, 1965.
- La muerte y la ciudad selección y notas de Francis M. Nevins, Jr. Madrid: Alianza Editorial, 1986. Trad. de M. Á. Aledo.
- La negra senda del miedo Barcelona: Argos Vergara, 1984; El negro sendero del miedo Barcelona: Planeta, 1986 y Barcelona: Acervo, 1963.
- No quisiera estar en sus zapatos (I wouldn't be in your shoes) Barcelona: Forum, 1984.
- La noche tiene mil ojos Barcelona: Acervo, 1965 y Barcelona: Planeta, 1986.
- La ventana indiscreta y otros cuentos Madrid: Espasa Calpe, 2003.
- La novia vestida de negro Barcelona: Albor, 1956, también como La novia iba de negro Barcelona: Picazo, 1980, Barcelona: Círculo de Lectores, 1981 y Barcelona: Acervo, 1991.
- Los sanguinarios y los atrapados selección y notas de Francis M. Nevins; Madrid: Alianza Editorial, 1986. Trad. de M. Á. Aledo.

### Algunos relatos originales en inglés
- "All At Once, No Alice", Argosy Weekly 2 Mar 1940, Tales of Obsession, ed. Cynthia Manson, Signet, 1994.
- "C-Jag", Black Mask Oct 1940; también llamado "Just Enough to Cover a Thumbnail".
- "The Dancing Detective" ["Dime a Dance"], Black Mask feb. 1938, Masterpieces of Mystery and Suspense, ed. Martin H. Greenberg, Doubleday Book Y Music Clubs, 1988.
- "Dead on Her Feet", Dime Detective Dic 1935, Pulp Fiction, ed. Peter Haining, London: Souvenir Press, 1996.
- "Death Between Dances", The Shadow Mystery Magazine dic. 1947, Murder to Music, ed. Cynthia Manson & Kathleen Halligan, Carroll & Graf, 1997.
- "Death in the Air", Detective Fiction Weekly 10 oct. de 1936.
- "Murder on the Railways", ed. Peter Haining, Orion, 1996.
- "Dime a Dance", Black Mask Feb 1938; también llamado "The Dancing Detective".
- "Dusk to Dawn", Black Mask Dic 1937, The Best Crime Stories, ed. Anon., Mallard Press, 1990.
- "I Married a Dead Man" [como William Irish], J.B. Lippincott, 1948; expandido y reescrito como "They Call Me Patrice", Today's Woman Abr 1946. Crime Novels: American Noir of the 1930s & 40s, ed. Robert Polito, The Library of America, 1997.
- "If I Should Die Before I Wake", Detective Fiction Weekly 3 Jul 1937, Mike Shayne Mystery Magazine Annual Verano 1971; también publicado como "If I Should Die Before I Awake".
- "It Had to Be Murder" [como William Irish], Dime Detective Feb 1942, The Mammoth Book of Movie Detectives & Screen Crimes, ed. Peter Haining, Carroll & Graf, 1998.
- "Just Enough to Cover a Thumbnail ender kraus" ["C-Jag"], Black Mask Oct 1940, Ellery Queen Mystery Magazine Dic 1965, Ellery Queen's Eleven Deadly Sins, ed. Eleanor Sullivan, Walker, 1991.
- "Meet Me by the Mannequin", Dime Detective Jun 1940, Ellery Queen Mystery Magazine mayo de 1982, Blood Threat & Fears, ed. Cynthia Manson, Barnes & Noble, 1993.
- "Money Talks", Ellery Queen Mystery Magazine Ene 1962.
- "Murder on Trial", ed. Cynthia Manson, Signet, 1994.
- "Murder at the Automat", Dime Detective Ago 1937, Crime Classics, ed. Rex Burns & Mary Rose Sullivan, Viking, 1990, Twelve American Crime Stories, ed. Rosemary Herbert, Oxford University Press, 1998.
- "Murder, Obliquely, Violence, Dodd, Mead, 1958; revisada como "Death Escapes the Eye", Shadow abril-mayo de 1947.
- "Fallen Angels", ed. Anon., Grove Press, 1993.
- "One Drop of Blood", Ellery Queen Mystery Magazine Abr 1962, Ellery Queen Mystery Magazine med-Dic 1991, Twelve American Detective Stories, ed. Edward D. Hoch, Oxford University Press, 1997.
- "Perro Muchacho" ["You Pays Your Nickel"], Argosy Weekly 22 Ago 1936, Ellery Queen Mystery Magazine Jun 1983, High Adventure, ed. Cynthia Manson & Charles Ardai, Barnes & Noble, 1992.
- "Read Window" o "It Has to Be Must", como William Irish, Dime Detective Feb 1942, Oxford Book of American Detective Stories, ed. Tony Hillerman & Rosemary Herbert, Oxford, 1996; Crime Movies, ed. Peter Haining, Severn House, 1996.
- "You Pays Your Nickel", Argosy Weekly 22 Ago 1936; también llamado "The Phantom of the Subway".
- "Reading Woolrich" por Richard A. Lupoff, Detective Story Magazine #4 1989.

## Filmografía parcial de películas basadas en obras de Woolrich
- Convicted (1938) (cuento Face Work)
- Street of Chance (1942) (novela The Black Curtain)
- The Leopard Man (1943) (novela Black Alibi)
- Phantom Lady (1944) (novela)
- The Whistler (1944) (cuento Dormant Account)
- Deadline at Dawn (1946) (novela)
- Black Angel (1946) (novela)
- The Chase (1946) (novela The Black Path of Fear)
- Fall Guy (1947) (cuento Cocaine)
- The Guilty (1947) (cuento He Looked Like Murder)
- Fear in the Night (1948) (cuento Nightmare)
- The Return of the Whistler (1948) (cuento All at Once, No Alice)
- I Wouldn't Be in Your Shoes (1948) (cuento)
- Night Has a Thousand Eyes (1948) (novela)
- The Window (1949) (cuento The Boy Cried Murder)
- No Man of Her Own (1950) (novela I Married a Dead Man)
- El pendiente (1951) (cuento The Death Stone) dirigida por León Klimovsky (Argentina).
- Si muero antes de despertar (1952) (cuento If I Should Die Before I Wake) dirigida por Carlos Hugo Christensen (Argentina).
- No abras nunca esa puerta (1952) (cuentos Somebody on the Phone y Humming Bird Comes Home) dirigida por Carlos Hugo Christensen (Argentina).
- La huella de unos labios (1952) (cuento "Collared") dirigida por Juan Bustillo Oro[3]
- Rear Window (1954) (cuento It Had to Be Murder) dirigida por Alfred Hitchcock
- Obsession (1954) (cuento Silent as the Grave) dirigida por Jean Delannoy (Francia)
- Noche de pesadilla (Nightmare en inglés) (1956) (cuento) dirigida por Maxwell Shane
- El ojo de cristal (1956) (cuento “Through A Dead Man’s Eye”, como William Irish) dirigida por Antonio Santillán, guion de Joaquina Algars e Ignacio F. Iquino (España)
- Escapade (cuento Cinderella and the Mob[4]) (1957) dirigida por Ralph Habib (Francia)
- La novia vestía de negro (1968) (novela) dirigida por François Truffaut
- Mississippi Mermaid  (1969) (novela Waltz Into Darkness) dirigida por François Truffaut
- Seven Blood-Stained Orchids (1972) (novela Rendezvous in Black)
- La pupa del gangster (1975) (cuento "Collared") dirigida por Giorgio Capitani
- Union City (1980) (cuento The Corpse Next Door)
- I Married a Shadow (1983) (novela I Married a Dead Man)
- Cloak & Dagger (1984) (cuento The Boy Who Cried Murder)
- Mrs. Winterbourne (1996) (novela I Married a Dead Man)
- Original Sin (2001) (novela Waltz Into Darkness)
- Four O'Clock (2006) (cuento Three O'Clock)